# Ataeniopsis rugopygus
Ataeniopsis rugopygus är en skalbaggsart som beskrevs av Cartwright 1974. Ataeniopsis rugopygus ingår i släktet Ataeniopsis och familjen Aphodiidae. Inga underarter finns listade.